# Saint-Hippolyte-de-Montaigu
Saint-Hippolyte-de-Montaigu è un comune francese di 243 abitanti situato nel dipartimento del Gard, nella regione dell'Occitania.

## Società

### Evoluzione demografica
Abitanti censiti